# Tausendjährige Eiche (Vörie)
Die Tausendjährige Eiche, gelegentlich auch als Achthundertjährige Eiche oder Wappen-Eiche bezeichnet, ist ein Naturdenkmal in Vörie, einem Stadtteil der Stadt Ronnenberg in der Region Hannover.

## Beschreibung

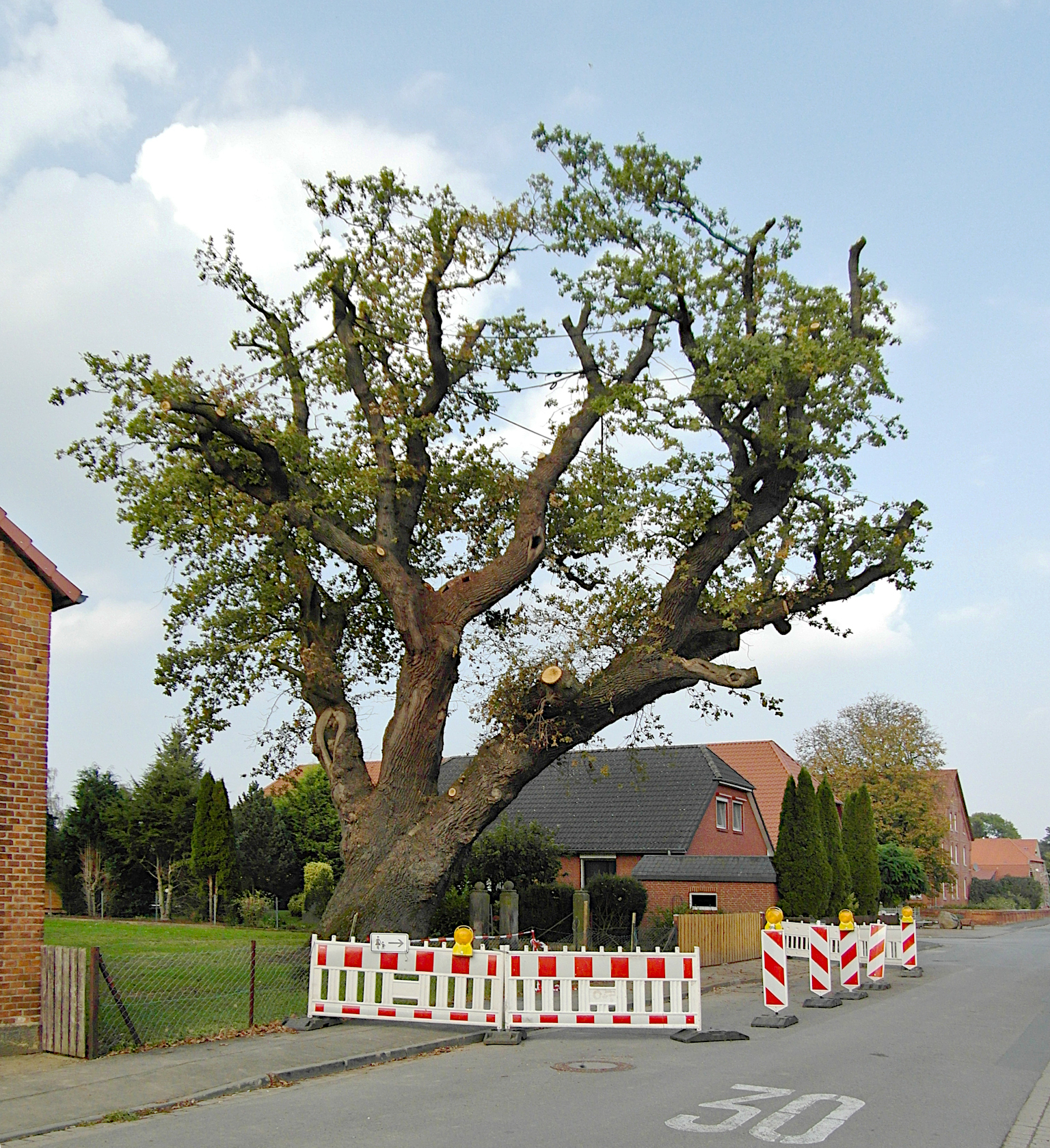
Die Eiche, einige Tage nach dem Brand und der Kroneneinkürzung

Die noch etwa 17 m hohe Stieleiche (Quercus robur) steht hinter dem Hof Reinecke auf einer kleinen Weide am Rand der Dorfstraße.
Der Baum ist das Wahrzeichen von Vörie und auf dem Wappen des Ortes abgebildet.
Der Stamm hatte 2016 einen gemessenen Umfang von 7,39 m und 2019 von 7,73 m.
Im Herbst 2013 wurde festgestellt, dass der Baum von einem Schimmelpilz befallen war.
Der stark nach Nordosten geneigte Stamm ist hohl, von Holzfäule befallen und hat eine Öffnung auf seiner Nordseite.
Die Baumkrone des damals noch etwa 20 m hohen Baums war schon „lange Jahre vor 2014“ mit Seilen gesichert worden. Im Frühjahr 2014 wurde die Baumkrone mit einem neuen Sicherungssystem aus Stahlseilen versehen.
Im September 2014 wurde der Baum bei einem Gewitter mit Starkregen von einem Blitz getroffen.
Ein Brand im Inneren des hohlen Stamms wurde erst nach einer Stunde bemerkt.
Die Löscharbeiten dauerten 21 Stunden,
dabei worden quadratische Löcher in den Stamm gesägt.
Zur Sicherung der Standfestigkeit wurde die Baumkrone im September 2014 eingekürzt.
Außer den 2014 entstandenen Sägespuren zeigen sich auch die Narben früherer Astabbrüche am Baumstamm.
2016 hatte die Krone einen Durchmesser von etwa 18 m.
Im Mai 2019 schlug erneut ein Blitz in den Baum, diesmal hinterließ der folgende Brand keine wesentlichen Schäden.
Im Sommer 2019 machte der Baum einen vitalen Eindruck.
Die Ronnenberger Naturdenkmale werden jährlich begutachtet und falls nötig genauer untersucht.
Die Vörier Eiche soll laut Baumstatikern auch ohne Hilfsmittel oder Stützen noch weitere 100 Jahre stehen können.

## Alter

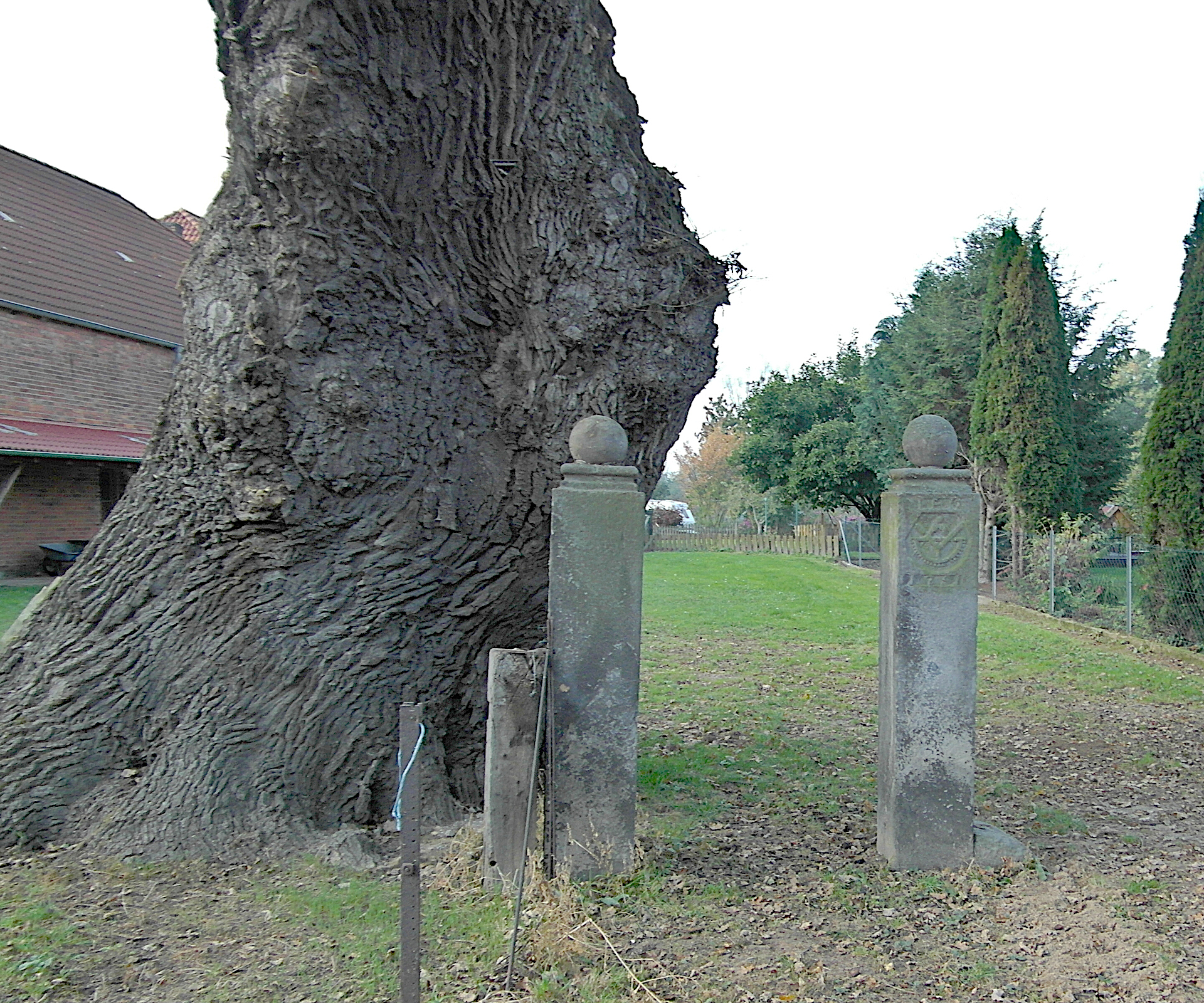
Die Torpfosten und der Fuß der Eiche

Die Eiche in Vörie ist eine sogenannte Tausendjährige Eiche. Sie wäre mit diesem Alter älter als die erste Erwähnung des Ortes Vörie aus dem Jahr 1252 und der älteste Baum in der Region.
Das tatsächliche Alter des Baumes wurde im Frühjahr 2014 noch mit 800 bis 1000 Jahren angegeben.
Spätere Schätzungen lauteten etwa 850 Jahre (2014),
etwa 760 Jahre (2017),
etwa 350 Jahre (2020)
und etwa 300 Jahre (2019).
Ein Baumstatiker nannte 250 bis maximal 600 Jahre.
Am Fuß der Eiche wurden im 20. Jahrhundert zwei steinerne Torpfosten aufgestellt. Sie stammen vom Grundstück der Wassermühle Vörie. Somit bezieht sich die auf einem der Pfosten zu lesende Jahreszahl 1751 nicht auf die Eiche.

## Naturdenkmal
Die Tausendjährige Eiche in Vörie wurde mit der Verordnung zur Sicherung von Naturdenkmalen im Landkreise Hannover vom 15. August 1934 zum Naturdenkmal erklärt.
Die Stadt Ronnenberg hat von der Möglichkeit Gebrauch gemacht, die Aufgaben der unteren Naturschutzbehörde und damit die Verwaltung der Naturdenkmale im Stadtgebiet von der  nach dem Niedersächsischen Kommunalverfassungsgesetz zuständigen Region Hannover zu übernehmen.
Anders als zu Zeiten des Landkreises Hannover werden Ronnenberger Naturdenkmale auf der Liste der Region Hannover nicht einmal nachrichtlich erwähnt.